# Knoxville (Iowa)
Knoxville ist eine Kleinstadt (mit dem Status „City“) und Verwaltungssitz des Marion County im mittleren Südosten des US-amerikanischen Bundesstaates Iowa. Das U.S. Census Bureau hat bei der Volkszählung 2020 eine Einwohnerzahl von 7.595 ermittelt.

## Geografie
Knoxville liegt rund 10 km südwestlich des zum Lake Red Rock aufgestauten Des Moines River auf 41°19′09″ nördlicher Breite und 93°06′05″ westlicher Länge und erstreckt sich über 11,5 km².
Nachbarorte sind Pella (22,5 km nordöstlich), Durham (16,7 km westlich), Pershing (11,8 km südöstlich), Melcher - Dallas (25,5 km südwestlich) und Pleasantville (19,1 km westnordwestlich).
Die nächstgelegenen größeren Städte sind Iowas Hauptstadt Des Moines (61,9 km nordwestlich), Cedar Rapids (195 km nordöstlich), Kansas City in Missouri (317 km südwestlich) und Omaha in Nebraska (269 km westlich).

## Verkehr
Am Südrand von Knoxville verlaufen in westöstlicher Richtung auf einer gemeinsamen Trasse die Iowa Highways 5 und 92, die dort den Iowa Highway 14 kreuzen, der in Nord-Süd-Richtung durch das Zentrum der Stadt führt und dort auf eine Reihe untergeordneter Straßen trifft.
Durch das Zentrum der Stadt führt eine wenige Kilometer parallel zum Des Moines River verlaufende Bahnlinie der Norfolk Southern Railway.
3,3 km südlich des Stadtzentrums von Knoxville befindet sich der Knoxville Municipal Airport.

## Bevölkerung
Nach der Volkszählung im Jahr 2010 lebten in Knoxville 7313 Menschen in 3257 Haushalten. Die Bevölkerungsdichte betrug 635,9 Einwohner pro Quadratkilometer. In den 3257 Haushalten lebten statistisch je 2,22 Personen.
Ethnisch betrachtet setzte sich die Bevölkerung zusammen aus 96,9 Prozent Weißen, 1,1 Prozent Afroamerikanern, 0,3 Prozent amerikanischen Ureinwohnern, 0,5 Prozent Asiaten sowie aus anderen ethnischen Gruppen; 1,0 Prozent stammten von zwei oder mehr Ethnien ab. Unabhängig von der ethnischen Zugehörigkeit waren 1,9 Prozent der Bevölkerung spanischer oder lateinamerikanischer Abstammung.
24,7 Prozent der Bevölkerung waren unter 18 Jahre alt, 56,2 Prozent waren zwischen 18 und 64 und 19,1 Prozent waren 65 Jahre oder älter. 51,7 Prozent der Bevölkerung war weiblich.

Das jährliche Durchschnittseinkommen eines Haushalts lag bei 41.155 USD. Das Prokopfeinkommen betrug 21.594 USD. 13,2 Prozent der Einwohner lebten unterhalb der Armutsgrenze.